# 作業用ザクII
作業用ザクII（さぎょうようザクツー、WORKING TYPE ZAKU II）は、アニメ『ガンダムシリーズ』に登場する架空の兵器または作業用機器。
本項ではジオン公国軍のモビルスーツ（MS）・ザクIIのバリエーションのうち、作業用の機体について解説する。

## 作業用ザク
メカニック・デザイン企画『モビルスーツバリエーション（MSV）』に登場。
一年戦争時、ジオン公国軍によってザクIIの登場で旧式化したザクIや、損傷して戦闘に使用できなくなったザクIやザクIIを利用し、現地にて急造されたリサイクル兵器である。各部の装甲が撤去され、コックピットを建設作業車の操縦席に近い形に改修し、腕部に作業用ウインチや大型スコップを装備する。ただし、前述の経緯ゆえに決まった仕様は存在せず、型式番号も便宜上のものである。戦闘用の装備は撤去されている（使用可能な兵器はすべて他の機体に回された）ため、戦闘力はないに等しい。
主に一年戦争中期からアジア西部やアフリカ戦線で運用され、作業用重機として前線での塹壕掘りやバリケード作成、トーチカの建設、補給物資の運搬、故障・損傷したMSなどの回収に用いられた。
初出は『模型情報』1983年10月号の裏表紙で、前面カラー画稿と設定が掲載されたが、型式番号は設定されていない。同月発行の『MSバリエーション ハンドブック3』でも「型式番号を持たない」とされていた。『コミックボンボン』同年12月号で「大河原邦男オリジナルメカ」として背面カラー画稿も掲載され、型式番号は「MS-06(W)」とされた。1984年2月発行の『講談社ポケットカード9 機動戦士ガンダム MSVコレクション』では「MS-06W ザク一般作業型」とされた。
当時はガンプラでの発売予定があったが実現せず、2006年に初期のガンプラをダウンサイジングした「ガンプラコレクション」第1弾で商品化された（この時、当時のガンプラをイメージしたボックスアートも新規にデザインされたほか、当時のガンプラのほとんどがラインナップに入っていた「ベストメカコレクション」の一環として、当時はNo.58で終わっていたシリーズに新しく追加扱いでNo.59とパッケージに表示されている）。
漫画『機動戦士ガンダム オレら連邦愚連隊』では、コロニーの破片を片腕で投げつけてミニ・トレーの主砲を破壊する、ジム・ストライカーと格闘戦で互角に戦うなどの荒業を披露しており、通常機に匹敵する戦闘力を有した機体として描かれている。
漫画『機動戦士ガンダム U.C.0096 ラスト・サン』では、パラオのドックで作業する2機が登場。ザクIIをもとに改修されており、うち1機は頭部の動力パイプが外されている。
オンラインゲーム『機動戦士ガンダム オンライン』では、リペアトーチ、リペアポッド（弾薬の補給や機体の損傷を応急修理する装備）、マシンガン、ショットガン、ジャミングクラッカー、カメラガン、レーダーポッド、携行型対空砲を運用可能な支援機として登場している。

## ザクタンク
『MSV』で設定され、テレビアニメ『機動戦士Ζガンダム』『機動戦士ガンダムΖΖ』『機動戦士ガンダムUC』ほかにも登場。
一年戦争時、ジオン公国軍によって前線で損傷した機体を組み合わせて改造されたリサイクル兵器。ザクIIの上半身とマゼラアタックの車体部マゼラベースを可動ユニットを介して組み合わせ、両腕を簡易型マニピュレータに交換したもの。おもに運搬・建築・回収作業用として使用されるが、拠点防衛などの実戦にも投入されている。
アフリカ戦線の工作作業中隊によって製作されたものが最初であり、その後各地に広まった。現地改造のため決まった仕様はなく、様々なバリエーションが存在したとされるが、一般的に知られるザクタンクはアフリカ戦線で確認された「サンドシープ」の愛称を持つ機体である。基本的に武装は貧弱で車体の3連装機銃だけであるが、実戦投入された機体の中には武装強化されたものもある。また、背部にはカセットタンクのほか、クレーンユニットやカーゴデッキなどの様々なオプションを装備できる。
一年戦争終結後は地球連邦軍に接収され、おもに土木工事に使用されるが、二足歩行に不利な不整地での戦闘にも出動し、活躍している。
設定の経緯
初出は『コミックボンボン』1982年6月号掲載の「大河原邦男オリジナルメカシリーズ」で、カラー画稿が掲載され、同8月号に作例が掲載された。後に『MSV』に取り入れられてプラモデル化もされ、『機動戦士Ζガンダム』を初めとする映像作品にも登場している。
劇中での活躍
テレビアニメ『機動戦士Ζガンダム』第12話では、ジャブロー基地に配備されている機体が登場する。なお、『Ζガンダム』版の設定画には、マゼラベースの機銃の代わりにビーム砲を搭載したタイプもある旨が記されていた。
テレビアニメ『機動戦士ガンダムΖΖ』第41話では、スタンパ・ハロイ所有の機体として登場する。スタンパ邸を脱出するジュドー・アーシタ達を2機が追うが、うち1機はビーチャ・オーレグが搭乗するΖガンダムに踏み台にされ中破する。
漫画『機動戦士ムーンガンダム』では、宇宙世紀0091年の南極の旧資源開発基地で新生ネオ・ジオン軍によって運用されている。マゼラ・ベース前面に排土板を装備している。
小説『機動戦士ガンダムUC』では、地上ジオン残党軍が砂に埋まったガランシェールの引き上げ作業に使用する。アニメ版では後述の「グリーンマカク」が登場している。

### ザクタンク（グリーンマカク）
『MSV』に登場。
密林を伐採し、進路を啓開することを主任務とする。その名の通り全身が緑色に塗装されており、背部にクレーンユニットが装備され、アームが形状の異なるより大型のもの（ストンパー）に変更されている。車体部には機関砲の代わりに対車両用のミサイルポッドを装備。後述のゲーム作品では180mmキャノン砲を装備したものも登場している。主に東南アジアのボルネオで工作部隊が使用している。
OVA『機動戦士ガンダムUC』では、宇宙世紀0096年に砂漠へ不時着したガランシェールの引き上げに使用される。全身がデザートイエローに塗装されている。

### ザクタンク（ワイルドボア）
メカニックデザイン企画『MSV-R』に登場。型式番号は戦後に与えられたもの。
左前腕部はザクマシンガンを流用し製作された2連装マシンガンに換装。ザクマシンガンのマガジンの約3.5倍の銃弾を背部の大型マガジンラックに装弾、ベルトを通してマシンガンに装弾される。装弾数の増加と車体のマゼラ・ベースの安定性により、射撃性能に限っては陸戦型ザクIIより優れているとされる。ただ重量増加により機動性能は低下し、また履帯の切断増加により戦闘中の超信地旋回は禁止されている。機体色は、北ヨーロッパではオフホワイトの冬季迷彩、南米のジャングル地帯では3色迷彩とされ、またグリーン基調の森林迷彩の機体も存在する。確認されている機体は格納庫の天井に干渉するという理由で頭部のブレードアンテナ先端部がカットされている。
小説『機動戦士ガンダム MSV-R ザ・トラブルメーカーズ』では、一年戦争終結直後の中央アジアの砂漠地帯にある地下基地に潜伏する元ジオン軍の整備兵、パーカーの所有する機体が登場する。作業用に背部にクレーンと荷台を装備している。

### ザクタンク（第08MS小隊版）
OVA『機動戦士ガンダム 第08MS小隊』に登場。
上半身はザクIを再利用しており、機銃もなく非武装だが、両腕が大型のクレーンアームに換装されており、車体前面にドーザープレート、アーム後方にカウンターウエイトを装備するなど、工事用建機としての特徴がより強く現れている。
第5話で、ジオン軍に捕まったエレドア・マシスとミケル・ニノリッチが乗っ取って逃げようとする。

### ヤークトザク
ホビージャパン刊行の書籍『GUNDAM GAMES TACTICS別冊』に掲載された火力支援型ザクタンク。
マニピュレーターは通常型で、右腕で大型の203mm対MSライフルを携行。ランドセルにはM4シャーマンカリオペのように24連装240mmロケットランチャーを搭載している。自走砲的な運用がなされ、火器の反動を支えるために車体後部には駐鋤を装備している。ハノーヴァーの第二十八装甲擲弾兵師団・第四十二対MS駆逐大隊の所属とされる。

### ザクタンク MS BOYS
漫画『機動戦士ガンダムMS BOYS -ボクたちのジオン独立戦争-』に登場。時期によってほかのMSの部品を使って修理されており、3つのバージョンに区分される。

### ザクタンク（サンダーボルト版）
漫画『機動戦士ガンダム サンダーボルト』に登場するザクタンクは、両腕の替わりにキャノン砲が取り付けられており、マゼラベース側にマニピュレーターがある。また、マゼラベース前部に3連装砲に替わってパワーショベル、後部に履帯が追加されており高速移動が可能となっている。コックピットは複座。
南洋同盟によって運用される。サイコ・ザク マークII試作1号機の模擬戦の際にレヴァン・フゥ僧正とドニー・ラウ僧都が搭乗し、サイコ・ザクのパイロットのダリル・ローレンツが「破壊する快楽」に溺れて味方機を撃破しかねない状況を見かねて遠方から砲撃する。サイコ・ザク マークIIの完全体32機をシャトルで宇宙に打ち上げるための囮作戦ではクローディア・ペールとドニーが搭乗し、タール火山基地の潜水艦ドックで試作1号機でアトラスガンダムと交戦するダリルのもとに、調整が完了した完全体のサイコ・ザク マークII 2号機を運搬するが、2号機の盾となりアトラスガンダムのビーム・サーベルでコックピットを貫かれ爆発する。

### その他マイナーバージョン
特殊歩兵中隊支援機
『MSV』で文字設定のみ掲載。名称は便宜的なもので、特殊歩兵中隊が使用するキュイを2台積載した特殊トレーラーを牽引し、一年戦争末期に実戦に投入されている。
ザクタンク（ビーム砲装備型）
漫画『機動戦士ガンダム U.C.0094 アクロス・ザ・スカイ』に登場。名称は便宜的なもので、作中でも不明。
右肩にザクI・スナイパータイプのビーム・スナイパー・ライフルを転用したビーム砲を装備している。円筒形のジェネレーターを背負っており、ザクI・スナイパータイプのランドセルとは形状が異なる。頭部はザク強行偵察型のもの、右腕は通常のザクIIのもので、MMP-80ザク・マシンガンを携行する。
宇宙世紀0094年に連邦・ジオンのMSの混成による野盗によって運用されるが、連邦軍フレスベルク隊の量産型ΖΖガンダムに一撃で撃破される。
ザクタンク（キャノン砲仕様）
ゲーム『機動戦士ガンダム ギレンの野望』シリーズに登場。MS-06K ザクキャノンの180mmキャノン砲搭載のランドセルを装備した機体。
ゲーム『機動戦士ガンダム 戦場の絆』では同様の機体のほか、グリーンマカクにザクキャノンのランドセルを装備したグリーンマカク（キャノン砲仕様）も存在する。なお、ゲームの仕様上、機体底部にはブースターが装備されており、高速移動やブーストジャンプが可能となっている。
ザクタンク（砲撃仕様）
ゲーム『機動戦士ガンダム バトルオペレーション』に登場。キャノン砲仕様と同様に180mmキャノン砲を装備しているほか、上半身はザクIIのものをほぼ無改造で流用しており、両腕にMMP-80マシンガンを計2挺携行している。また、車体部の機関砲も多連装ミサイル・ランチャーに換装され、機体底部に装備されたスラスターによるジャンプも可能となっている。

## ザク・マインレイヤー
『MSV』に登場（型式番号：MS-06F）。
ザクIIの背部バックパックを機雷（ハイドボンブ）射出機とスラスターを装備した大型バックパックに換装したタイプである。機雷散布を目的とした機体であり、プロペラントの増積により通常のMS-06Fの5倍の行動時間を要する一方、大型の散布用バックパックの重量により運動性能は鈍重となっている。頭部ユニットとバックパックがケーブルで直結していて、通信機能は指揮官機なみに強化されている。型式番号はMS-06Fのままとなっている。
大戦初期には連邦軍艦艇に大きな被害を与えていたが、大戦後半にジムが登場すると鈍重な当機の被害は次第に大きくなっていき、活動範囲が狭められていった。また、ゲーム『機動戦士ガンダム 一年戦争』では、宇宙攻撃軍の拠点ソロモン配備機も登場。これはドズル・ザビ専用MS-06Fを模した機体で、ドズル機の特徴である両肩のスパイクアーマー、濃い縁と金色のエングレービング風のカラーリング、大型ヒートホークの装備が施されている。通常機と指揮官機の2種類がある。
漫画『ゼロの旧ザク』では、ソロモンを脱出したニルス・テオレルらを救助したチベ級重巡洋艦「チェーホフ」を旗艦とした部隊の運用機として複数登場。「チェーホフ」艦長のイリアスの機体にはブレードアンテナが装備されている。
画稿の初出は1982年4月に講談社が発行した『SFプラモブック(1) 機動戦士ガンダム』同書籍掲載時の呼称は「ザク=オプショナルパーツ」。プラモデル化された際は、バックパックをともに製品に付属する一般型用に換装すればノーマルのザクIIとなるうえ、さらにプロポーションの改善や旧キットでは再現されなかった可動を実現したリメイク的商品となり、「完璧版ノーマルザク」と謳われた。後に当キットをベースに06Rの携帯武装を付属させた、シャア専用ザクのスペシャルキットがキャンペーン用の景品として用意され、ガンプラ購入者に店頭での抽選を行い、当選者に配られたことがあり、一般販売ではないが明確なリニューアルキットとしてHGガンダム以前に存在した初めてのガンプラでもある。マスターグレードでもザクVer.2.0のバリエーションキットとして発売されている。

## ザク・トレーナー（訓練用ザクII）
ザク・トレーナーは、プラモデル企画『モビルスーツバリエーション』（MSV）に登場するMS。教習訓練用とも呼称される（型式番号：MS-06T）。
ジオン軍における新兵器MSに新兵を慣らさせるべく、最も量産されたザクII（のちにC型からの改造機と設定変更される）を改造して練習機としたもの。初出は書籍『ガンダムセンチュリー』。機体の改造に関しては、コックピットを複座式に改造して垂直に二連のモノアイレールを設置した説と、コックピットの複座化のみを改造点とする説に別れ、デザイン画も描かれなかった。そのため、ガンプラブーム期には、モデラーなりの解釈を加えた改造モデルが多く製作された。
その後、ゲーム『機動戦士ガンダム 戦場の絆』において、F型を改造した設定でザク・トレーナータイプという名称で登場。特色として、胸部にモノアイと固定バルカン砲を装備したボディユニットを組み込んでいることが挙げられる。また、連邦軍MSとの戦闘を考慮して機体各部に発光バンパーが装着され、機体を遮蔽物に隠す訓練に使用された。シルエットはF型とさほどの相違はないが、肩スパイクは排除されている。

## ザクMS工兵仕様
ザクMS工兵仕様は、ホビージャパン刊行の書籍『GUNDAM GAMES TACTICS別冊』に登場するMS。陸戦型ザクII（J型）のバリエーションの一種である（型式番号：MS-06J）。
陸戦型ザクIIの工兵仕様機で、2発の対MS地雷とバックパックを燃料タンクとする火炎放射器で武装しているほか、両胸にスモークディスチャージャーを装備し、脚部にはツィメリットコーティングが施されている。オランダ南部で活動していた第十七装甲師団・第二十六装甲工兵大隊MS工兵小隊での運用が確認されている。

## エネルギー・バックアップ用随伴機
エネルギー・バックアップ用随伴機は、メカニックデザイン企画『F.M.S』（福地モビルスーツステーション）に登場するMS。
ドズル専用ザク後期型の腹部2連メガ粒子砲へのエネルギー供給を目的とする「機動バックパック」としてザク系列機を元に開発された機体。基本的な機体形状はザクII改に類似しており、脚部はスラスターに換装されている。武装は持たず、両肩のショルダーアーマーにもスパイクは装備されていない。

## マニピュレイションシステム装着型MS-06（ザクII）
マニピュレイションシステム装着型MS-06（ザクII）は、雑誌「B-CLUB」66号（1991年5月発行）に登場する作業用MS。正規の型式番号は不明だが便宜的にMS-06MPと呼称されている。
一年戦争末期、宇宙空間での作業用に既存のザクIIと作業用ポッドを組み合わせて開発された。
ランドセル部分から4本のマニピュレーターが（2本は肩の上、2本は脇の下を通って）前に突き出している。マニピュレーターはザクII本来の腕より長いが華奢で指の数も少なく（上のマニピュレーターは指2本、下のは3本）、精密作業専用とされている。2人乗りで、マニピュレーター操作員は胸部（イラストでは左胸だが、説明文には右胸と書かれている）から張り出して設けられた、ユンボの運転席のような窓の付いたボックスに入り、目視しながら操作する。
生産数はわずか3〜4機しかなく、全機がソーラ・レイの改造作業に投入されている。
この機体については、その後発行された書籍に掲載されていなかったが、2011年発行の『モビルスーツ全集3 ザクBOOK』（双葉社）に画稿が掲載されている。『機動戦士ガンダムMS大全集2013［+線画設定集］』において、本機は「F91 MSV」に分類されている。